# Du Hirte Israel, höre, BWV 104

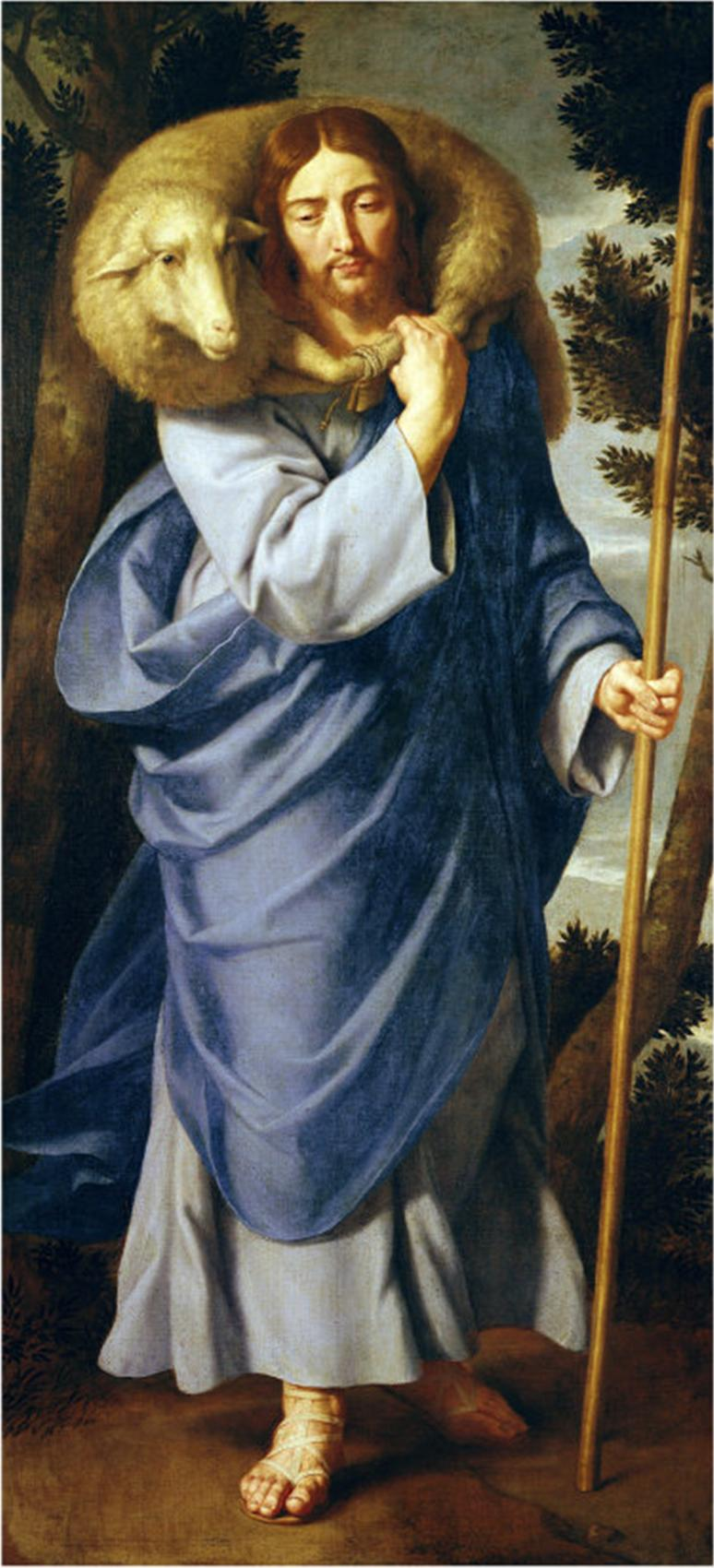
El texto de la cantata se refiere al relato bíblico del Buen Pastor.

Du Hirte Israel, höre, BWV 104 (en español, Tú Pastor de Israel, escucha), es una cantata de iglesia compuesta por Johann Sebastian Bach para el segundo domingo después de Pascua en Leipzig y la representó por primera vez el 23 de abril de 1724.

## Historia y texto
Bach compuso la cantata en su primer ciclo anual en Leipzig para el segundo domingo después de Pascua, llamado Misericordias Domini. Las lecturas prescritas para ese domingo fueron de la Primera epístola de Pedro, Cristo como modelo (1 Pedro 2:21-25), y del Evangelio de Juan, el Buen Pastor (Juan 10:11-16). El poeta desconocido comienza con Salmos 80:2 y termina con el himno de Cornelius Becker Der Herr ist mein Getreuer Hirt (1598), una paráfrasis del Salmo 23. El poeta se refiere en su trabajo a más contexto bíblico, como Lamentaciones 3:23-25 y 1 Corintios 10:13 para el primer recitativo, lo que refleja que Dios como el Buen Pastor se ocupará. En el segundo recitativo, concluye: «Solo reúnanse, oh buen Pastor, nosotros pobres y errantes; ¡ah, que nuestro viaje llegue pronto a su fin y nos lleve a su redil!». La última aria espera «la recompensa de la fe después de un suave sueño de muerte» (Juan 10:11-16, des Glaubens Lohn nach einem sanften Todesschlafe), combinando las ideas barrocas de paz pastoral y anhelo de muerte.
Bach representó la cantata por primera vez el 23 de abril de 1724.

## Partitura y estructura

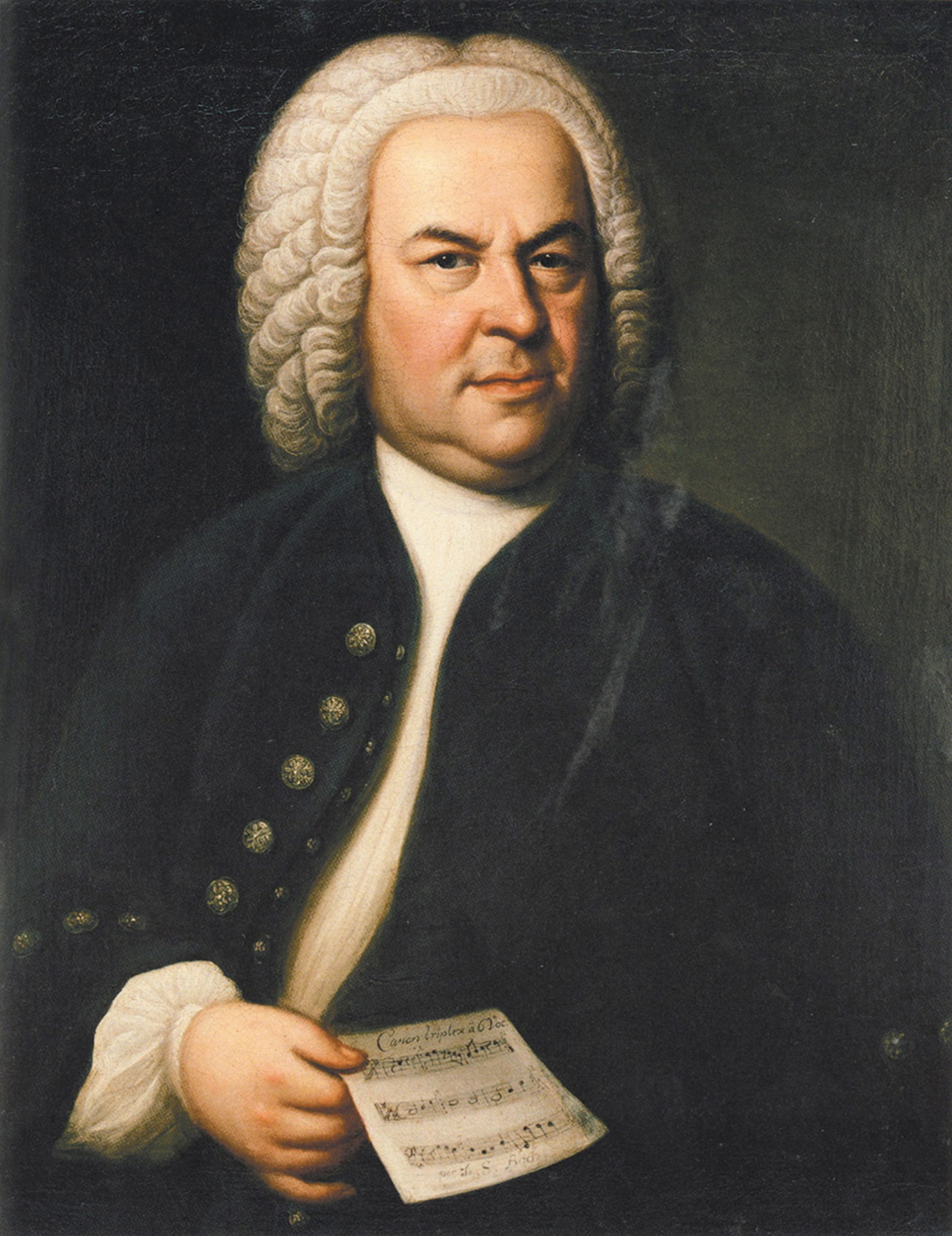
Johann Sebastian Bach, compositor de la cantata.

La cantata en seis movimientos tiene partitura para tenor y bajo solistas, un coro de cuatro partes, dos oboes de amor, taille (oboe tenor), dos violines, viola y bajo continuo.
1. Coro: Du Hirte Israel, höre
2. Recitativo (tenor): Der höchste Hirte sorget vor mich
3. Aria (tenor): Verbirgt mein Hirte sich zu lange
4. Recitativo (bajo): Ja, dieses Wort ist meiner Seelen Speise
5. Aria (bajo): Beglückte Herde, Jesu Schafe
6. Coral: Der Herr ist mein getreuer Hirt

## Música
Bach se refirió al aspecto pastoral del texto en su música. En el coro de apertura, tres oboes en el terreno firme de la nota pedal extendida crean sonidos pastorales, en tresillos que se asocian frecuentemente con los pastores, como en la «Sinfonia» que abre la Parte II del Oratorio de Navidad de Bach. El coro canta alternando llamadas homofónicas, «höre!» (¡escucha!) y «erscheine!» (¡aparece!), y dos fugas en la imagen de José guiando a sus rebaños. El tema de la fuga es el mismo en ambas fugas, pero la segunda vez las voces progresan de la voz más baja a la más alta, culminando en una tercera sección final de las llamadas. A diferencia del entorno normal, la introducción instrumental no se repite después de este clímax.
El primer recitativo lleva a una parte arioso en la cita final de la Biblia «Gott ist getreu» (Dios es fiel). Al aria tenor la acompañan dos oboes de amor. En el aria bajo, la instrumentación, los tresillos y las notas pedales extendidos recuerdan el coro de apertura. El coro de cierre es un escenario de cuatro partes en la melodía de «Allein Gott in der Höh sei Ehr».

## Grabaciones
- Les Grandes Cantates de J.S. Bach Vol. 2, Fritz Werner, Heinrich-Schütz-Chor Heilbronn, Southwest German Radio Symphony Orchestra, Helmut Krebs, Franz Kelch, Erato 1957
- Les Grandes Cantates de J.S. Bach Vol. 2, Fritz Werner, Heinrich-Schütz-Chor Heilbronn, Pforzheim Chamber Orchestra, Kurt Huber, Jakob Stämpfli, Erato 1966
- Bach Cantatas Vol. 2 – Easter, Karl Richter, Münchener Bach-Chor, Münchener Bach-Orchester, Peter Schreier, Dietrich Fischer-Dieskau, Archiv Produktion 1973
- J. S. Bach: Das Kantatenwerk – Sacred Cantatas Vol. 6, Nikolaus Harnoncourt, Tölzer Knabenchor, Concentus Musicus Wien, Kurt Equiluz, Philippe Huttenlocher, Teldec 1980
- J. S. Bach: Complete Cantatas Vol. 6, Ton Koopman, Amsterdam Baroque Orchestra & Choir, Paul Agnew, Klaus Mertens, Antoine Marchand 2000
- Bach Edition Vol. 4 – Cantatas Vol. 9, Pieter Jan Leusink, Holland Boys Choir, Netherlands Bach Collegium, Knut Schoch, Bas Ramselaar, Brilliant Classics 2000
- Bach Cantatas Vol. 23: Arnstadt/Echternach, John Eliot Gardiner, Monteverdi Choir, English Baroque Soloists, Norbert Meyn, Stephen Varcoe, Soli Deo Gloria 2000
- J. S. Bach: Cantatas Vol. 19 (Cantatas from Leipzig 1724), Masaaki Suzuki, Bach Collegium Japan, Makoto Sakurada, Stephan MacLeod, BIS 2001
- Bachvespern Frankfurt/Wiesbaden Mitschnitte aus den Gottesdiensten Frühjahr 2005, Martin Lutz, Kantorei St. Katharinen, Bach-Collegium Frankfurt/Wiesbaden, Georg Poplutz, Markus Flaig, Bachvespern Frankfurt/Wiesbaden 2005